# Verlok, Radomîșl
Verlok (în ucraineană Верлок) este localitatea de reședință a comunei Verlok din raionul Radomîșl, regiunea Jîtomîr, Ucraina.

## Demografie
Componența lingvistică a localității Verlok
     Ucraineană (98,77%)
     Rusă (1,23%)
Conform recensământului din 2001, majoritatea populației localității Verlok era vorbitoare de ucraineană (98,77%), existând în minoritate și vorbitori de rusă (1,23%).